# Марченко, Иван Тимофеевич
Иван Тимофеевич Марченко (1917—1948) — советский лётчик разведывательной военно-морской авиации в годы Великой Отечественной войны, Герой Советского Союза (5.11.1944). Майор (30.10.1947).

## Биография
Родился 25 ноября 1917 года в селе Осоевка (ныне — Краснопольский район Сумской области Украины). После окончания шести классов школы проживал и работал в Сумах, параллельно с работой занимался в аэроклубе. 
В январе 1939 года призван на службу в Рабоче-крестьянскую Красную Армию. В августе 1940 года окончил Чугуевское военное авиационное училище лётчиков. После окончания училища направлен в РККФ и зачислен младшим лётчиком в 9-й истребительный авиационный полк ВВС Черноморского флота; в июне 1941 года стал пилотом этого полка. 
С июня 1941 года — участник Великой Отечественной войны, встретив её в составе того же полка. Полк базировался в городе Очаков и вступил в бой одним из первых, участвуя в оборонительной операции в Молдавии и в обороне Одессы. В декабре 1941 года в одном из боёв получил ранение, был сбит, выбросился на парашюте и около двух часов провёл в ледяной воде, пока не был спасён моряками одного из катеров.
После выздоровления в январе 1942 года переведён пилотом в 7-й истребительный авиаполк ВВС Черноморского флота (Анапа), в составе которого защищал порты черноморского побережья Кавказа и участвовал в начавшейся в июне 1942 года битве за Кавказ. В этом полку открыл свой боевой счет, сбив 1 самолёт лично и 1 в группе, а в январе 1943 года стал командиром звена.
В июне 1943 года был назначен заместителем командира в 30-й разведывательный авиационный полк ВВС Черноморского флота. В его рядах участвовал в Новороссийско-Таманской, Керченско-Эльтигенской десантной и Крымской наступательных операциях. Летал на истребителях И-15, И-16, И-153, Як-1 и ЛаГГ-3, а в 1943 году освоил ленд-лизовский Киттихаук, на котором воевал до конца войны.
К июню 1944 года заместитель командира эскадрильи 30-го отдельного разведывательного авиаполка ВВС Черноморского флота капитан Иван Марченко совершил 417 боевых вылетов: 229 – на прикрытие военно-морских баз и переходов кораблей в Чёрном море, 68 – на штурмовку и бомбометание по наземным войскам, 120 – на воздушную разведку. Только в боях за освобождение Крыма лично обнаружил 15 вражеских конвоев. Сбил 6 вражеских самолётов.
Указом Президиума Верховного Совета СССР от 5 ноября 1944 года за «образцовое выполнение боевых заданий командования на фронте борьбы с немецкими захватчиками и проявленные при этом отвагу и геройство» капитану Ивану Тимофеевичу Марченко присвоено звание Героя Советского Союза с вручением ордена Ленина и медали «Золотая Звезда» за номером 3815.
После завершения Ясско-Кишиневской наступательной операции и освобождения румынских и болгарских портов на Чёрном море боевые действия Черноморского флота завершились. Однако война продолжалась и в составе освобождавших Европу советских фронтов вверх по Дунаю с боями шла Дунайская военная флотилия. Для обеспечения её боевой работы из состава 30-го разведывательного полка была выделена эскадрилья, которую в январе 1945 года возглавил капитан И. Т. Марченко. Во главе её он участвовал в Будапештской и Венской наступательных операциях, закончив боевой путь на территории Австрии. К концу войны совершил 433 боевых вылета.
После окончания войны продолжил службу в Военно-Морском флоте, командуя той же эскадрильей до убытия на учёбу в январе 1946 года. В 1947 году он окончил Высшие офицерские курсы Авиации ВМС. С октября 1947 года командовал эскадрильей 2-го (с апреля 1948 года — 174-го) гвардейского истребительного авиационного полка имени Б. Ф. Сафонова ВВС Северного флота. Погиб при исполнении служебных обязанностей 21 июня 1948 года в авиационной катастрофе, похоронен на военном кладбище в Североморске.

## Награды
- Герой Советского Союза (5.11.1944)
- Орден Ленина (5.11.1944)
- Два ордена Красного Знамени (14.08.1942, 3.10.1943)
- Орден Отечественной войны 1-й степени (21.04.1944)
- Ряд медалей[3]

## Память
- Бюст лётчика установлен на Аллее Героев в пос. Новофёдоровка Сакского района Республики Крым.
- Памятная доска открыта на Аллее Героев в пгт. Краснополье Сумской области Украины.
- Имя Героя высечено на плитах мемориала Вечной Славы в г. Сумы и Аллеи Героев в г. Чугуеве Харьковской области.

В Севастополе фамилия И.Т. Марченко увековечена на мемориальных плитах у обелиска Славы на Ансамбле мемориального комплекса «Сапун-гора». 